# Bundesstraße 102
Pour les articles homonymes, voir B102 et Route 102.
La Bundesstraße 102 (abrégé en B 102) est une Bundesstraße reliant Bückwitz à Luckau.

## Localités traversées
- Bückwitz
- Rhinow
- Rathenow
- Premnitz
- Pritzerbe
- Brandebourg-sur-la-Havel
- Golzow
- Bad Belzig
- Treuenbrietzen
- Jüterbog
- Dahme/Mark
- Luckau